# مدير الاستخبارات الوطنية (الولايات المتحدة)

شعار مكتب مدير الإستخبارات الوطنية

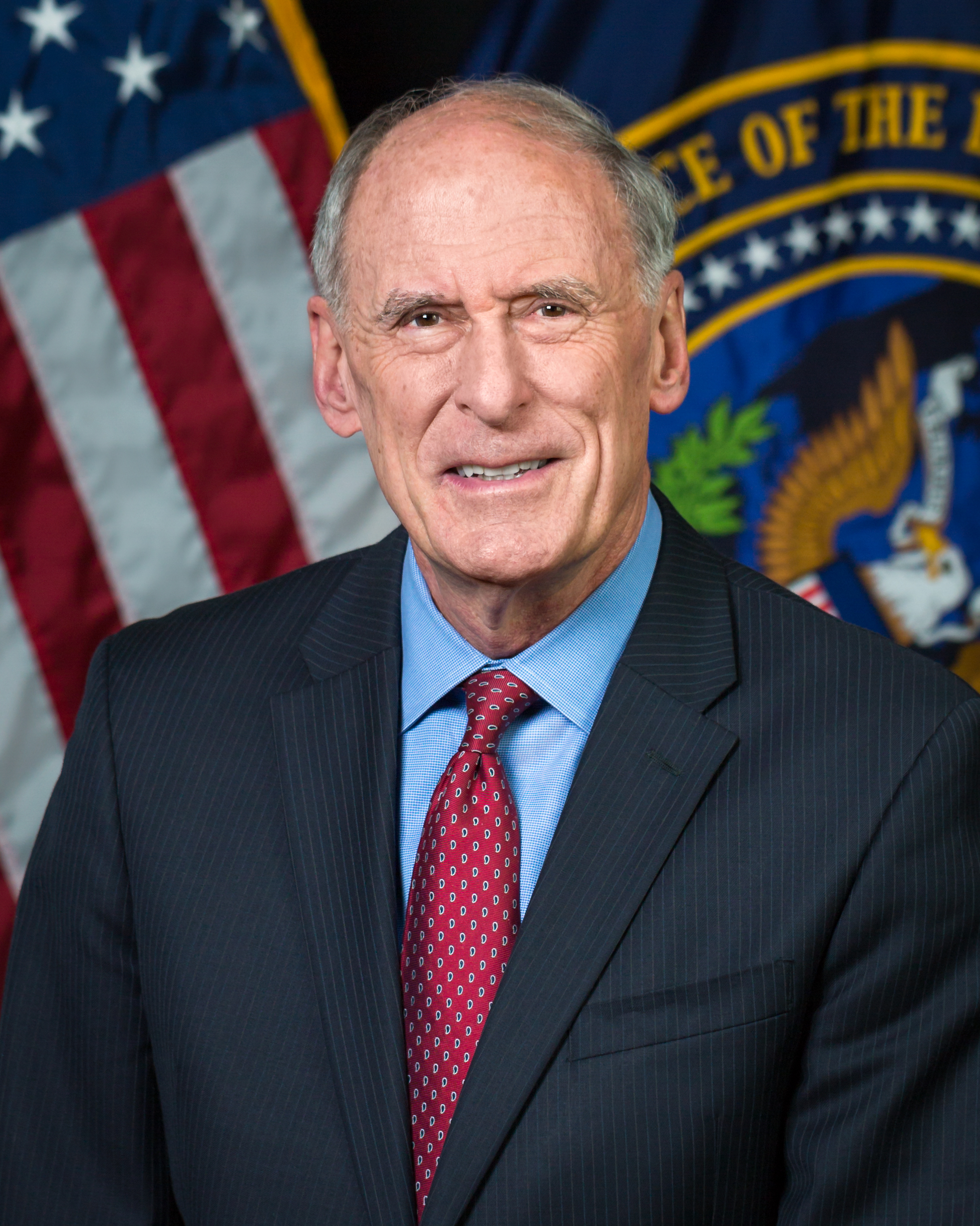
صورة دان كوتس خامس مدير للإستخبارات الوطنية.

مدير الاستخبارات الوطنية (بالإنجليزية: Director of National Intelligence) مسؤول حكومي أمريكي رفيع المستوى في مجلس وزراء الولايات المتحدة، وبموجب قانون إصلاح الاستخبارات ومنع الإرهاب للعام 2004 يعمل بوصفه رئيسًا تنفيذيًا لمجتمع الاستخبارات الأمريكي وللتوجيه والإشراف على برنامج المخابرات القومي. يُعتبر مدير الاستخبارات القومية المسؤول المباشر عن جميع وكالات مجتمع الاستخبارات الأمريكي. وإذا طُلب منه، يعمل مدير الاستخبارات القومية بصورة مستشار للرئيس الأمريكي، ومجلس الأمن القومي، ومجلس الأمن الداخلي في جميع الشؤون الاستخباراتية. وبالتعاون مع مكتب مدير الاستخبارات القومية، يُصدر مدير الاستخبارات القومية الموجزَ الاستخباراتي اليومي للرئيس، وهو وثيقة سرية للغاية تضمّ معلومات استخبارية من جميع وكالات مجتمع الاستخبارات الأمريكي، يتلقاها رئيس الولايات المتحدة كل صباح.
عزّز الرئيس جورج بوش الابن مِن دور مدير الاستخبارات القومية في 30 يوليو 2008، عبر الأمر التنفيذي ذي الرقم 13470، والذي عزز، من بين أمور أخرى، سلطة مدير الاستخبارات القومية لوضع أهداف لجمع المعلومات الاستخبارية وتحليلها ووضع سياسة لتبادل المعلومات الاستخبارية مع الوكالات الأجنبية، وتوظيف وإقالة كبار مسؤولي المخابرات. بالإضافة إلى ما تقدم، منح الرئيس أوباما، عبر الأمر التنفيذي الرئاسي رقم 19 في 10 أكتوبر 2012، منح مديرَ الاستخبارات القومية المزيد من المسؤوليات لمجتمع الاستخبارات الأمريكي في مسائل كاشف الفساد وحماية المصادر.
ورَد في البند 3026 من القانون 50 للولايات المتحدة ما يلي: «في الظروف العادية، فإنه يُستحسن» كون المدير أو نائب مدير المخابرات القومية ضابطًا مكلّفًا في الخدمة الفعلية في القوات المسلحة، أو أن يكون قد تلقى تدريبًا، أو يكون ذا خبرة في أنشطة ومتطلبات الاستخبارات العسكرية. ومن المتاح أن يشغل ضابطٌ عسكري منصب المدير أو نائب المدير فقط. لا يحدد القانون الرتبة التي يجب أن يحملها الضابط المكلّف خلال فترة عمله في أي من المنصبين. ويعمل مدير الاستخبارات القومية، الذي يعيّنه رئيس الولايات المتحدة، ويحتاج موافقة مجلس الشيوخ الأمريكي، يعمل في خدمة الرئيس الأمريكي.
عند تنصيب الرئيس جو بايدن، رُفعت مسؤوليات المنصب إلى المستوى الوزاري. وهكذا، يحضر مدير الاستخبارات القومية جميع اجتماعات مجلس الوزراء، وينسّق مع المكتب التنفيذي للرئيس وأمناء مجلس الوزراء الآخرين في تنفيذ واجباتهم.

## خلفية تاريخية

### التأسيس
قبل تأسيس منصب مدير الاستخبارات القومية رسميًا، كان مدير مجتمع الاستخبارات الأمريكي هو مدير الاستخبارات المركزية، والذي شغل في الوقت نفسه منصب مدير وكالة المخابرات المركزية.
أوصت لجنة 11 سبتمبر بتأسيس منصب مدير الاستخبارات القومية في تقرير لجنة 11 سبتمبر، والذي لم يصدر حتى 22 يوليو 2004، وأشار التقرير إلى مواضع قصورٍ استخباراتية فادحة أدت إلى التساؤل عن مدى قدرة مجتمع الاستخبارات الأمريكي على حماية المصالح الأمريكية ضد الهجمات الإرهابية الأجنبية.
قدم أعضاء مجلس الشيوخ ديان فاينستاين، وجاي روكفلر، وبوب غراهام مشروع القانون 2645 في 19 يونيو 2002، لإنشاء منصب مدير الاستخبارات القومية. وسرعان ما تبعت ذلك تشريعات أخرى شبيهة. بعد نقاش مستفيض بخصوص نطاق صلاحيات وسلطات مدير الاستخبارات القومية، أقر الكونغرس الأمريكي قانون إصلاح الاستخبارات ومنع الإرهاب للعام 2004 بأغلبية 336 صوت مقابل 75 صوت في مجلس النواب الأمريكي، و89 صوت مقابل صوتين في مجلس الشيوخ. في 17 ديسمبر 2004، وقع الرئيس جورج بوش الأب على مشروع القانون ليصبح قانونًا. من بين أمور أخرى، أنشأ القانون منصب مدير الاستخبارات القومية بوصفه رئيسًا معينًا لمجتمع الاستخبارات الأمريكية، وحظرَ القانون مديرَ الاستخبارات القومية من العمل مديرًا لوكالة المخابرات المركزية أو رئيسًا لأي وكالة استخباراتية أخرى خلال فترة إدارته. بالإضافة إلى ذلك، ألزمَ القانون مديرَ وكالة المخابرات المركزية بالإبلاغ عن أنشطة وكالته إلى مدير الاستخبارات القومية.
يقول بعض المنتقدين إن تقديم بعض التنازلات أثناء صياغة مشروع القانون أدت إلى إنشاء منصب مدير الاستخبارات القومية بصلاحيات ضعيفة لا تمكّنه من قيادة، أو إدارة، أو تحسين أداء مجتمع الاستخبارات بشكل ملائم. على وجه التحديد، تركَ القانون وزارة الدفاع الأمريكية مسؤولةً عن وكالة الأمن القومي الأمريكية، ومكتب الاستطلاع الوطني، والوكالة الوطنية للاستخبارات الجغرافية المكانية.

### التعيينات
أول مدير للاستخبارات القومية هو سفير الولايات المتحدة الأمريكي في العراق، جون نيغروبونتي. وعيّنه الرئيس جورج بوش الابن في 17 فبراير 2005، رهنًا بموافقة مجلس الشيوخ. يُقال إن أول خيار للرئيس بوش لمنصب رئيس الاستخبارات القومية كان المدير السابق للاستخبارات المركزية روبرت غيتس، الذي كان في منصب رئيس جامعة تكساس إيه آند إم، لكنه رفض العرض. أُقرّ تعيين نيغروبونتي من خلال تصويت مجلس الشيوخ بأغلبية 98 صوتًا مقابل صوتين في 21 أبريل 2005، وأدى اليمين أمام الرئيس بوش في نفس اليوم.
في 13 فبراير 2007، أصبح جون مايكل ماكونيل ثاني مدير للاستخبارات القومية، بعد تعيين نيغروبونتي نائبًا لوزير الخارجية. وأقرّ مجلس الشيوخ الأمريكي تعيين دونالد إم كير ليعمل نائب مدير الاستخبارات القومية في 4 أكتوبر 2007، وأدى القسم في 9 أكتوبر 2007. قبل ذلك عمِل كير، وهو من فرجينيا، مديرًا لمكتب الاستطلاع الوطني ونائبًا مدير قسم العلوم والتكنولوجيا في وكالة المخابرات المركزية. وفي حياته المهنية، عمل مديرًا مساعدًا في مكتب التحقيقات الفيدرالي، وكان مسؤولًا عن قسم المختبرات من الأعوام 1997 حتى 2001.
في 20 يوليو 2010، رشح الرئيس باراك أوباما الجنرال المتقاعد في القوات الجوية الأمريكية جيمس كلابر ليصبح رابعَ مدير للاستخبارات القومية. وفي 5 أغسطس، أقرّ مجلس الشيوخ تعيين كلابر، وحل محل المدير بالوكالة ديفيد غومبيرت. وحدث ذلك بعد إقالة أوباما لثالث مدير للاستخبارات القومية، الأميرال المتقاعد في البحرية الأمريكية دينيس س. بلير، الذي أصبحت استقالته سارية في 28 مايو 2010.
خامس مدير للاستخبارات القومية هو دان كوتس، والسادس هو جون راتكليف. ويُذكر المدراء بالوكالة جوزيف ماغواير، ريتشارد غرينيل، ولورا شياو، وجميعهم في الفترة بين 16 مارس 2017 و21 يناير 2021، خلال فترة رئاسة الرئيس دونالد ترامب.
المديرة السابعة والحالية للاستخبارات القومية هي أفريل هاينز والتي تولت منصبها في 21 يناير 2021. وتُعتبر هاينز أول امرأة تشغل هذا المنصب، ورشّحها الرئيس المنتخب جو بايدن في 23 نوفمبر 2020، وأقرّ مجلس الشيوخ تعيينها في 20 يناير 2021.

### مشاكل في الموقع الإلكتروني
في 24 أغسطس 2007، كتب ديكلان ماكلا في News.com، أن الموقع الإلكتروني لمدير الاستخبارات القومية هُيّئ لمنع جميع محركات البحث من فهرسة أي صفحة من موقع DNI.gov. كان ذلك يعني أن موقع مدير الاستخبارات القومية أصبح غير متاح للوصول لأي محرك بحث، وبالتالي أي عمليات بحث. وصرّح روس فينستين، المتحدث باسم مدير الاستخبارات القومية إن الحجب قد رُفع اعتبارًا من 3 سبتمبر 2007. «لسنا متأكدين من كيفية وصول ملف (robots.txt) إليه» –إنما أُخفي مرة أخرى في اليوم التالي. في 7 سبتمبر، ذكر ماكلا أن موقع مدير الاستخبارات القومية بدا مفتوحًا لعمليات البحث على الويب مرة أخرى.

## تنظيم مكتب مدير الاستخبارات الوطنية
قانون إصلاح الاستخبارات ومنع الإرهاب لعام 2004 أنشأ مكتب مدير الاستخبارات الوطنية باعتبارها وكالة مستقلة لمساعدة مدير الاستخبارات الوطنية في ممارسة وظائفه.

و يصنف إجمالي عدد الموظفين في هذه الوكالة المستقلة التي تقع في ماكلين ب1500 موظف.
يصف الرسم البياني أدناه مكتب المنظمة في يونيو 2006.

## مدراء الاستخبارات الوطنية
| الرتبة | الصورة | الاسم                       | العهدة                          | رئيس الولايات المتحدة       |
| ------ | ------ | --------------------------- | ------------------------------- | --------------------------- |
| 1      |        | جون نيغروبونتي              | 21 أبريل 2005 - 13 فبراير 2007  | جورج دبليو بوش              |
| 2      |        | جون مايكل ماكونيل (البحرية) | 13 فبراير 2007 - 27 يناير 2009  | جورج دبليو بوش باراك أوباما |
| 3      |        | دينيس بلير (البحرية)        | 29 يناير 2009 - 28 مايو 2009    | باراك أوباما                |
| مؤقت   |        | ديفيد غومبرت                | 28 مايو 2010 - 5 أغسطس 2010     | باراك أوباما                |
| 4      |        | جيمس كلابر (الجوية)         | 5 أغسطس 2010 - 20 يناير 2017    | باراك أوباما                |
| مؤقت   |        | مايك ديمبسي                 | 20 يناير 2017 - 16 مارس 2017    | دونالد ترامب                |
| 5      |        | دان كوتس                    | 16 مارس 2017 - أغسطس 15, 2019   | دونالد ترامب                |
| 6      |        | John Ratcliffe              | مايو 26, 2020 - يناير 20, 2021  | دونالد ترامب                |
| 7      |        | Avril Haines                | يناير 21, 2021 - يناير 20, 2025 | جو بايدن                    |
| 8      |        | تولسي جابرد                 | فبراير 12, 2025 - الان          | Donald Trump (2025–الان)    |

### نواب مدراء الاستخبارات الوطنية
| الرتبة | الاسم                          | العهدة                       | رئيس الولايات المتحدة |
| ------ | ------------------------------ | ---------------------------- | --------------------- |
| 1      | مايكل هايدن (الجوية)           | 21 أبريل 2005 - 26 مايو 2006 | جورج دبليو بوش        |
| مؤقت   | رونالد لي بيرجس الابن (البرية) | يونيو 2006 - يناير 2007      | جورج دبليو بوش        |
| 2      | دونالد كير                     | أكتوبر 2007 - يناير 2009     | جورج دبليو بوش        |
| مؤقت   | رونالد لي بيرجس الابن (البرية) | أكتوبر 2007 - فبراير 2009    | باراك أوباما          |
| 3      | ديفيد غومبرت                   | 10 نوفمبر 2009 - أغسطس 2010  | باراك أوباما          |
| 4      | ستيفاني اوسوليفان              | 18 فبراير 2011 - الآن        | باراك أوباما          |

## مقالات ذات صلة
- وكالة المخابرات المركزية
- مكتب التحقيقات الفيدرالي
- مجتمع الاستخبارات الأمريكية

## روابط خارجية
- (en) مكتب مدير الاستخبارات الوطنية
- (en) أجهزة الاستخبارات الاميركية
- (en) قانون العمل على إصلاح الاستخبارات ومنع الإرهاب